# AFC Astra Giurgiu
L'Asociația Fotbal Club Astra Giurgiu és un club de futbol romanès de la ciutat de Giurgiu.

## Història
El club va néixer el 1921 a Ploiești. El setembre de 2012, l'equip es trasllada a Giurgiu. Amb el pas dels anys ha rebut les següents denominacions:
- 1921: Clubul Sportiv Astra-Română
- 1934: Astra Română Câmpina
- 1937: Astra Română Ploiești
- 1938: Colombia Ploiești
- 1945: Astra Română Ploiești
- 1959: Rafinorul Ploiești
- 1990: CS Astra Ploiești
- 1996: AS Danubiana Ploiești
- 1998: SC FC Astra Ploiești
- 2005: CSM Ploiești
- 2007: FC Ploiești
- 2009: FC Astra Ploiești
- 2012: FC Astra Giurgiu

## Palmarès
- Lliga romanesa de futbol: 
  - 2015-16
- Segona divisió romanesa de futbol: 
  - 1997-98
- Tercera divisió romanesa de futbol: 
  - 2007-08
- Copa romanesa de futbol: 
  - 2013-14
- Supercopa romanesa de futbol: 
  - 2014, 2016